# Новопостова вулиця
Новопостова́ ву́лиця — зникла вулиця, що існувала в Жовтневому, нині Солом'янському районі Києва, місцевість Новокараваєві дачі. Пролягала від вулиці Героїв Севастополя до Більшовицької вулиці (нині — вулиця Івана Піддубного).

## Історія
Вулиця виникла в 1950-ті роки під назвою Нова. Назву Новопостова вулиця набула 1955 року. 
Ліквідована 1977 року.